# Iglesia de San Julián (Castilseco)
La Iglesia Parroquial de San Julián es un templo católico de la localidad de Castilseco, municipio de Galbárruli, (La Rioja).

## Descripción

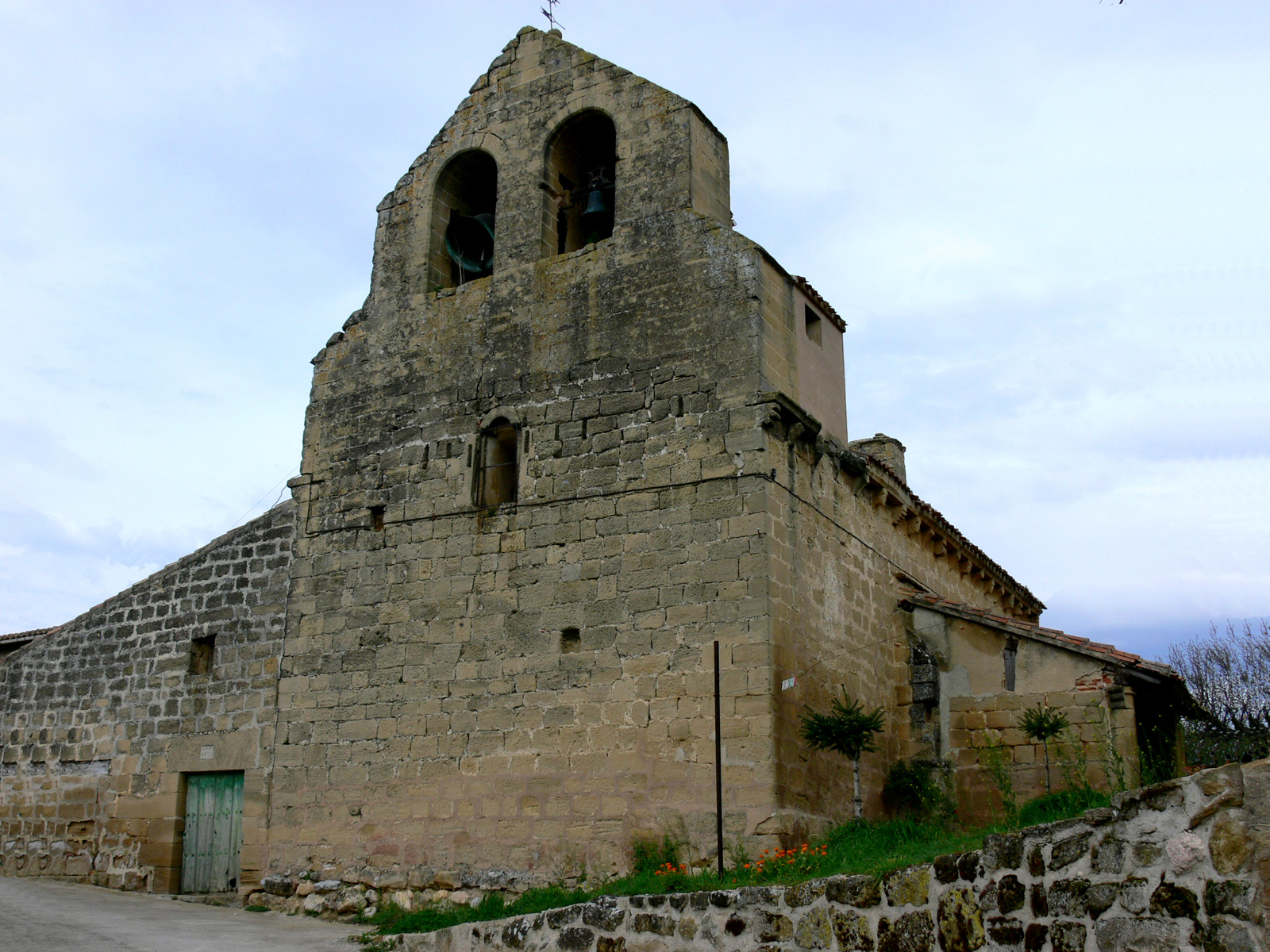
Iglesia de San Julián

Es un edificio de los siglos XII y XIII de piedra de sillería de estilo románico.